# Терептино
Терептино — деревня на юге центральной части Порховского района Псковской области. Входит в состав сельского поселения «Туготинская волость».
Расположена в 35 км к юго-западу от города Порхов и в 19 км к югу от волостного центра Туготино.
До 2005 года деревня входила в состав Луковищенской волости в качестве её административного центра, до 2010 года — в состав ныне также упразднённой Зареченской волости (с центром в д.Молочище).

## Население
| 2001 | 2002 | 2010 |
| ---- | ---- | ---- |
| 59   | ↘54  | ↘30  |